# کنفرانس سان‌فرانسیسکو

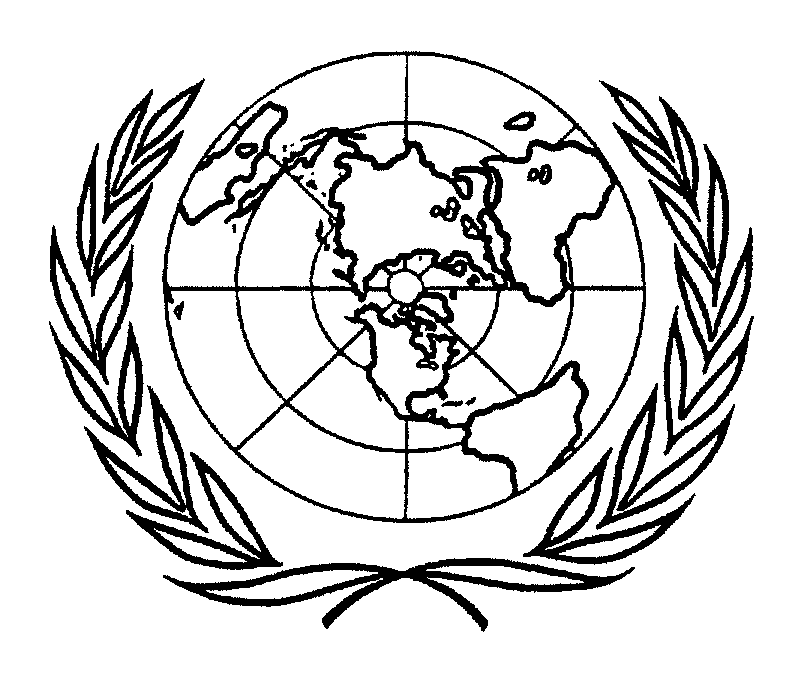
نشان کنفرانس، نمونه اولیه از نمانام فعلی سازمان ملل متحد

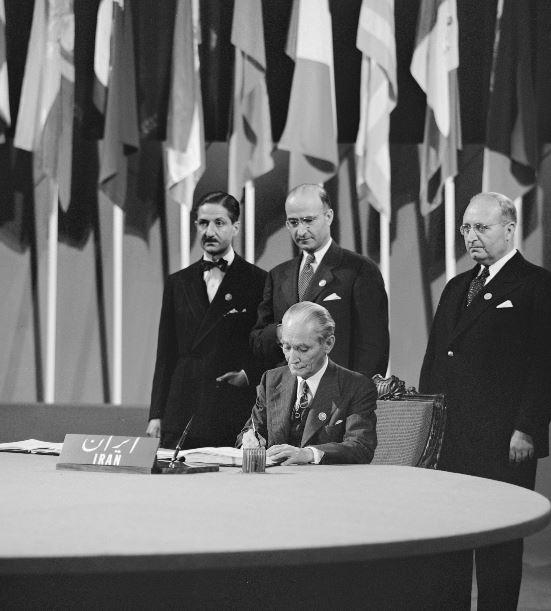
مصطفی عدل در حال امضای منشور ملل متحد در کنفرانس سان فرانسیسکو. ایستاده از راست باقر کاظمی، علی‌اکبر سیاسی و نصرالله انتظام

کنفرانس سان فرانسیسکو در آوریل ۱۹۴۵ در شهر سان فرانسیسکو برگزار شد. در این کنفرانس پنجاه کشور شرکت کننده، منشور ملل متحد و طرح‌هایی را که در کنفرانس دامبارتن اوکس تهیه شده بود به تصویب رساندند و سازمان ملل متحد را رسماً تشکیل دادند. ریاست کنفرانس را دیپلمات آمریکایی، الجر هیس بر عهده داشت.
ایران در این کنفرانس با هیاتی به ریاست مصطفی عدل شرکت کرده بود. دکتر قاسم غنی نیز از اعضای این هیئت بود.
دادن حق وتو به پنج عضو دائمی شورای امنیت نیز در این کنفرانس به تصویب رسید.